# ヘッセン州

ヘッセン州
Land Hessen

| ヘッセン州の旗 | ヘッセン州の紋章                              |
| -------------- | --------------------------------------------- |
| 州旗           | 州の紋章                                      |
| 州歌           | Hessenlied（ドイツ語） ヘッセンの歌（英語版） |

| 州都                            | ヴィースバーデン                                   |
| 面積                            | 21,114.94 km² （第7位）                            |
| 人口 - 総計 - 人口密度          | （2023/12/31） 6,420,729 人 （第5位） 304.1 人/km² |
| ISO 3166-2:DE                   | DE-HE                                              |
| 公式サイト                      | ヘッセン州政府                                     |
| 政 治                           |                                                    |
| 州首相                          | ボリス・ライン (CDU)                               |
| 与党                            | CDU, SPD                                           |
| 前回選挙                        | 2023年8月8日                                       |
| 次回選挙                        | 2028年                                             |
| 連邦参議院（上院） での投票権数 | 5                                                  |
| 地 方                           |                                                    |
| 市町村数 * 独立市               | 426 5                                              |

ヘッセン州（ヘッセンしゅう、Land Hessen）は、ドイツに16ある連邦州のひとつ。州都は、州南西部に位置するヴィースバーデン。経済の中心都市は州南部に位置するフランクフルトである。グリム兄弟の生地ハーナウを起点として北へ、グリム童話ゆかりの地を結ぶドイツ・メルヘン街道や、木組み建築の町、アルスフェルトなどの観光地がある。また化学にゆかりのある地であり、108番元素ハッシウムは州名ヘッセンから、110番元素ダームスタチウムは州内の都市ダルムシュタットからとられている。

## 地理
ヘッセン州はドイツ中央西部に位置し、北はニーダーザクセン州、北西はノルトライン＝ヴェストファーレン州、南西はラインラント＝プファルツ州、南はバーデン＝ヴュルテンベルク州、南東はバイエルン州、東はテューリンゲン州と隣接している。
ライン川が南西のラインラント＝プファルツ州との境界をなし、州南部をライン川の支流のマイン川が横断する。この2つの川の流域に挟まれた地域は、南のバーデン＝ヴュルテンベルク州へと続く緩やかなオーデンヴァルト山地を除き、平野となっており、ここに州の人口が集中している。この地域の主な都市は、フランクフルト・アム・マイン（フランクフルト）、オッフェンバッハ・アム・マイン（オッフェンバッハ）、ヴィースバーデン、ダルムシュタットなどがある。また、州北西部にはイギリス女王エリザベス2世の王配エディンバラ公フィリップのマウントバッテン家（バッテンベルク家）ゆかりの地バッテンベルクがある。
州北部・中部は、ゆるやかな山地と丘陵が広がり、フルダ川などの河川の流れに沿って狭い盆地が点在する。州北部のカッセル、フルダ、州中部のギーセンといった都市は、このような盆地に形成されている。

## 歴史
今日、ヘッセン州となっている地域の大部分は、中世のはじめはフランク王国・東フランク王国の下で、フランケン大公の統治する領域の一部であった。その後、神聖ローマ帝国の時代の1222年にテューリンゲン方伯領の一部となった。1247年にテューリンゲン方伯ハインリヒ・ラスペが嗣子なく死去すると、後継をめぐり甥のマイセン辺境伯ハインリヒ3世と姪のゾフィー・フォン・ブラバントとの間で戦争となるが、1264年、方伯領西部のヘッセン地方を分離し、ゾフィーの息子ハインリヒがヘッセン方伯に、ハインリヒ3世がテューリンゲン方伯を継ぐことで決着した。
ハインリヒ1世は1277年にカッセルに居を定め、1292年には帝国諸侯の地位を獲得する。その後、徐々に南方へ領土を拡張し、15世紀にダルムシュタットなどの都市を領土に加える。最盛期はフィリップ（寛大伯）の時代であった。彼はドイツの宗教改革においてプロテスタントを支持し、ザクセン選帝侯ヨハン・フリードリヒと共にシュマルカルデン同盟の指導者となり、神聖ローマ皇帝カール5世と戦った（シュマルカルデン戦争）。1547年に敗れて幽閉されるが、1552年に釈放、1555年のアウクスブルクの和議でプロテスタントが認められることになった。
フィリップの死後、領土は遺言に従い4人の息子に分割相続され、ヘッセン＝カッセル、ヘッセン＝マールブルク、ヘッセン＝ラインフェルス、ヘッセン＝ダルムシュタットの4つに分かれた。ラインフェルスは1583年に断絶しカッセルに併合され、マールブルクは1604年に断絶し、この領土をめぐりカッセルとダルムシュタットの間で論争と武力衝突がおき、1627年に分割によって一応の解決を見た。しかし、三十年戦争の終盤において再びこの領土をめぐり、皇帝側についたダルムシュタットと、スウェーデン及びフランス側についたカッセルとの間で戦争となった。このヘッセン戦争（1645年 - 1648年）で、兵士のみならず一般市民にも多くの犠牲者を出し、人口が激減した。
ヘッセン＝カッセル方伯フリードリヒ1世は方伯位継承に先立って1720年にスウェーデン王に即位したが、この同君連合（ヘッセン朝）は1代限りで終わった。1775年にアメリカ独立戦争が起きると、ヘッセン＝カッセル方伯フリードリヒ2世はイギリスとの間で傭兵提供契約を締結し、ヘッセン兵17,000が戦場へ送られてイギリス陸軍の主力となった。1803年にヘッセン＝カッセル方伯ヴィルヘルム9世は選帝侯の地位を獲得し、以後「ヘッセン選帝侯」（クールヘッセン、Kurhessen）を称するが、1806年に帝国が解散したため、1度もその権限を行使することはなかった。
ヘッセン＝カッセルは1807年にナポレオンによってヴェストファーレン王国に統合され、いったんは消滅したが、ナポレオンの没落により再興され、「ヘッセン選帝侯国」という時代錯誤な国名でドイツ連邦に加盟した。一方、ヘッセン＝ダルムシュタットはナポレオンの支持を得て大公国に昇格し、ライン同盟に加盟、ナポレオン没落後はマインツ、ヴォルムスを獲得してドイツ連邦に加盟した。1866年の普墺戦争では、両者ともオーストリア側についたが敗れ、ヘッセン選帝侯国はフランクフルト自由都市、ナッサウ公国と共にプロイセン王国に併合され、ヘッセン＝ナッサウ州となった。これに対し、ヘッセン＝ダルムシュタットは領土の一部をプロイセンに割譲することで存続を許され、その後、1870年に北ドイツ連邦に加盟（マイン川以北のみ）、1871年にドイツ帝国を構成する邦の1つとなった（ヘッセン＝ダルムシュタット大公）。
第一次世界大戦の終わり近くの1918年にドイツ革命が発生、ヘッセン＝ダルムシュタットは共和政のヘッセン人民州へ移行したが、ライン川以西の領土は1930年までフランス軍の占領下に置かれた。第二次世界大戦後、再びライン川以西はフランス占領地域となった。ヘッセンの残りは、アメリカの占領地域となり、1945年9月に、ヘッセン＝ナッサウ州とヘッセン＝ダルムシュタットを併せて“大ヘッセン”を創設、1946年12月4日にヘッセン州に改称した。ライン川以西は、1946年8月30日にラインラント＝プファルツ州の一部となった。

## 政治

### 州議会

州議会の政党別議席数（2013年現在）

州議会 (Landtag) の定数は110（選挙法に基づく議席配分により、超過議席が生じる場合もある）で、2013年9月22日に行われた前回選挙での政党別議席配分は以下の通りである。
- ドイツキリスト教民主同盟 (CDU) 47
- ドイツ社会民主党 (SPD) 37
- 同盟90/緑の党 (B90/G) 14
- 自由民主党 (FDP) 6
- 左翼党 (Die Linke) 6

前回の2009年の選挙では、FDPが躍進してCDU・FDP連立が過半数を回復する一方、内部の混乱が目立ったSPDが大幅に議席を減らしたが、2013年の選挙では全国的に支持率が落ちていたFDPが議席を大幅に失い、SPDは8議席を回復した。CDUは第一党を維持したものの、連立相手のFDPの議席が減少したためにこの二党では過半数を確保できないため、SPDおよび緑の党と連立交渉を行った。同日に行われた連邦議会選挙ではCDU-SPDの大連立が成立したが、ヘッセン州ではCDUはSPDではなく緑の党と連立を組むことになり、「黒緑連立」政権が成立した。

### 歴代州首相
1. 1945年: ルートヴィヒ・ベルクシュトレッサー (Ludwig Bergsträsser)
2. 1945年-1946年: カール・ガイラー（ドイツ語版） (Karl Geiler)
3. 1946年-1950年: クリスティアン・シュトック（ドイツ語版） (Christian Stock) SPD
4. 1950年-1969年: ゲオルク＝アウグスト・ツィン（ドイツ語版） (Georg-August Zinn) SPD
5. 1969年-1976年: アルベルト・オスヴァルト（ドイツ語版） (Albert Osswald) SPD
6. 1976年-1987年: ホルガー・ベルナー（ドイツ語版） (Holger Börner) SPD
7. 1987年-1991年: ヴァルター・ヴァルマン（ドイツ語版） (Walter Wallmann) CDU
8. 1991年-1999年: ハンス・アイヒェル (Hans Eichel) SPD
9. 1999年-2010年: ローラント・コッホ (Roland Koch) CDU
10. 2010年-2022年 : フォルカー・ボフィエー (Volker Bouffier) CDU
11. 2022年- : ボリス・ライン (Boris Rhein) CDU

## 地方行政
ヘッセンの州政府は、1981年以来、州内を3つの行政管区 (Regierungsbezirke) に分けて、その地域にある地方自治体の活動を監督する。行政管区は自治体ではなく、議会をもたない行政官庁である。
- ダルムシュタット行政管区（南部）: 管轄は、右下の地図の1-10,DA,F,OF,WI
- ギーセン行政管区（中部）: 11-15
- カッセル行政管区（北部）: 16-21,KS

州の下級行政単位は、21の郡 (Landkreis) と、郡には属さない5つの独立市 (kreisfreie Stadt) から成る。郡にはその下級行政単位として、177の市 (stadt) と、244の町村（ゲマインデ、Gemeinde）が属する。市も含めた広義の「ゲマインデ」（基礎自治体）の総数は、426である。

### 郡
1. ベルクシュトラーセ郡 (Kreis Bergstraße)
2. ダルムシュタット＝ディーブルク郡 (Landkreis Darmstadt-Dieburg)
3. グロース＝ゲーラウ郡 (Kreis Groß-Gerau)
4. ホーホタウヌス郡 (Hochtaunuskreis)
5. マイン＝キンツィヒ郡 (Main-Kinzig-Kreis)
6. マイン＝タウヌス郡 (Main-Taunus-Kreis)
7. オーデンヴァルト郡 (Odenwaldkreis)
8. オッフェンバッハ郡 (Kreis Offenbach)
9. ラインガウ＝タウヌス郡 (Rheingau-Taunus-Kreis)
10. ヴェッテラウ郡 (Wetteraukreis)
11. ギーセン郡 (Landkreis Gießen)
12. ラーン＝ディル郡 (Lahn-Dill-Kreis)
13. リンブルク＝ヴァイルブルク郡 (Landkreis Limburg-Weilburg)
14. マールブルク＝ビーデンコプフ郡 (Landkreis Marburg-Biedenkopf)
15. フォーゲルスベルク郡 (Vogelsbergkreis)
16. フルダ郡 (Landkreis Fulda)
17. ヘルスフェルト＝ローテンブルク郡 (Landkreis Hersfeld-Rotenburg)
18. カッセル郡 (Landkreis Kassel)
19. シュヴァルム＝エーダー郡 (Schwalm-Eder-Kreis)
20. ヴェラ＝マイスナー郡 (Werra-Meißner-Kreis)
21. ヴァルデック＝フランケンベルク郡 (Landkreis Waldeck-Frankenberg)

### 独立市
都市名の前のアルファベットは右の区分地図の記号。
- DA: ダルムシュタット (Darmstadt)
- F: フランクフルト・アム・マイン (Frankfurt am Main)
- KS: カッセル (Kassel)
- OF: オッフェンバッハ・アム・マイン (Offenbach am Main)
- WI: ヴィースバーデン (Wiesbaden)

### 飛び地
南のバーデン＝ビュルテンベルクの州域に、ヘッペンハイムの街区、オーベル＝ラウデンバッハがある。

## シンボル

州の紋章
州旗
州政府旗

州の紋章に描かれているのは、立ち上がる獅子である。獅子は、青い背景に、白と赤のストライプ（横縞）で描かれる。この獅子は、今日のヘッセン州の地域を1247年まで領有していたテューリンゲン方伯の紋章に由来する。州旗は、紋章の獅子と同じく赤と白のストライプで、縦横比は3対5。このデザインは、元々は1820年以降ヘッセン大公国の時代に使用されていた旗のひとつで、1949年11月22日に州旗として正式採用された。州政府庁舎などで掲揚される政府旗には、中央に紋章が入る。